# Ammannia palmeri
Ammannia palmeri är en fackelblomsväxtart som först beskrevs av S.A.Graham, och fick sitt nu gällande namn av S.A.Graham och Gandhi. Ammannia palmeri ingår i släktet Ammannia och familjen fackelblomsväxter. Inga underarter finns listade i Catalogue of Life.